# Grande mosquée de Taza
La grande mosquée de Taza, Djamaâ El-Kebir, est un édifice religieux dans la médina de Taza au Maroc.

## Histoire
Cette mosquée a été construite par le sultan almohade Abd al Moumin dans la période postérieure à 1142. Selon le Kitab El-Istibsar, les murs ont été achevés en 1172. La mosquée a été agrandie sous le règne de la dynastie mérinide en 1292-1293.

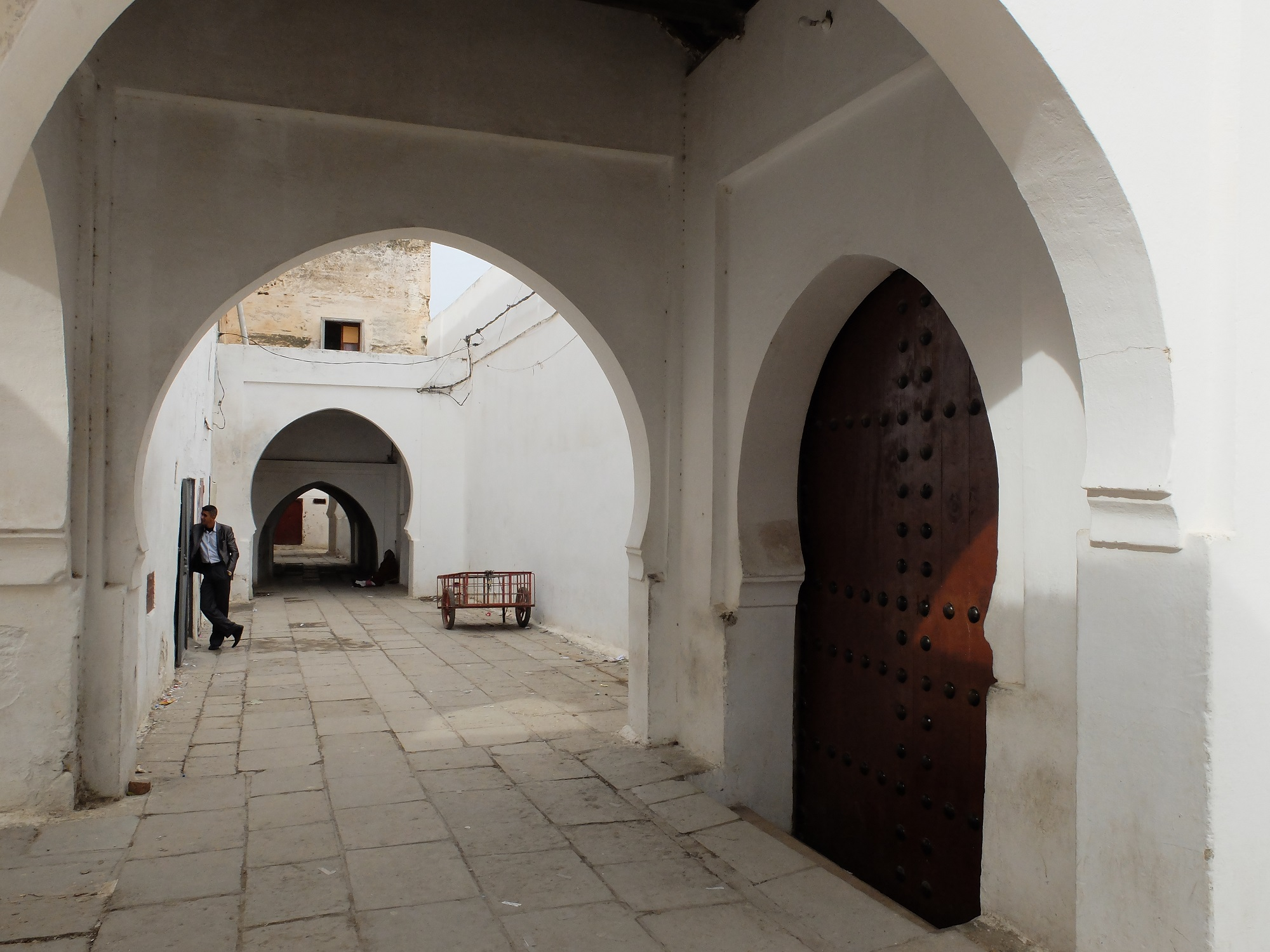
L'une des entrées de la rue de la mosquée.

## Architecture
La mosquée est l'un des plus anciens exemples restants de l'architecture almohade. Avec le grand public, il est également connu pour son grand lustre (avec inscription) pesant environ trois tonnes.

## Sources
- Sanctuaires et fortresses almohades / H. Basset and Henri Terrasse, Collection "Hespéris" ; Tome IV, 1er Trimestre, 1924